# Spilosoma paucipuncta
Spilosoma paucipuncta är en fjärilsart som beskrevs av Fuchs 1892. Spilosoma paucipuncta ingår i släktet Spilosoma och familjen björnspinnare. Inga underarter finns listade i Catalogue of Life.